# Lapeyrouse (Ain)
Lapeyrouse è un comune francese di 292 abitanti situato nel dipartimento dell'Ain della regione dell'Alvernia-Rodano-Alpi.

## Società

### Evoluzione demografica
Abitanti censiti